# Kabinett Reibnitz/Heipertz I
Das Kabinett Reibnitz/Heipertz I bildete am 21. Februar 1928 die Landesregierung von Mecklenburg-Strelitz.
Der Landtagspräsident ernannte am 21. Februar 1928 die Staatsminister. Noch am gleichen Tag verweigerte ihnen der Mecklenburg-Strelitzsche Landtag das Vertrauen und am 29. Februar 1928 untersagte er ihnen auch die Führung der Geschäfte.
| Amt          | Name                       | Partei |
| ------------ | -------------------------- | ------ |
| Abteilung I  | Kurt Freiherr von Reibnitz | SPD    |
| Abteilung II | Otto Heipertz              | DVP    |